# Saint-Nicolas-du-Pélem
Saint-Nicolas-du-Pélem (bretonsko Sant-Nikolaz-ar-Pelem) je naselje in občina v francoskem departmaju Côtes-d'Armor regije Bretanje. Leta 2006 je naselje imelo 1.821 prebivalcev.

## Geografija
Kraj leži v pokrajini Bretaniji ob reki Blavet, 34 km južno od Guingampa.

## Uprava
Saint-Nicolas-du-Pélem je sedež istoimenskega kantona, v katerega so poleg njegove vključene še občine Canihuel, Kerpert, Lanrivain, Peumerit-Quintin, Saint-Connan, Saint-Gilles-Pligeaux in Sainte-Tréphine s 4.072 prebivalci.
Kanton Saint-Nicolas-du-Pélem je sestavni del okrožja Guingamp.

## Zanimivosti
- cerkev sv. Nikolaja / Petra iz konca 15. stoletja,
- dvorec Château du Pélem iz začetka 17. stoletja.